# Dicranophragma (ondergeslacht)
Dicranophragma is een ondergeslacht van het gelijknamige insectengeslacht binnen de familie steltmuggen (Limoniidae).

## Soorten
- D. (Dicranophragma) analosuffusum (Alexander, 1966)
- D. (Dicranophragma) angustulum (Alexander, 1929)
- D. (Dicranophragma) brachyclada (Alexander, 1968)
- D. (Dicranophragma) diploneura (Alexander, 1956)
- D. (Dicranophragma) distans (Edwards, 1928)
- D. (Dicranophragma) dorsolineatum (Alexander, 1930)
- D. (Dicranophragma) fenestratum (Edwards, 1926)
- D. (Dicranophragma) formosum (Alexander, 1920)
- D. (Dicranophragma) fuscovarium (Osten Sacken, 1860)
- D. (Dicranophragma) interruptum (Brunetti, 1918)
- D. (Dicranophragma) kamengense (Alexander, 1972)
- D. (Dicranophragma) karma (Alexander, 1966)
- D. (Dicranophragma) kashongense (Alexander, 1966)
- D. (Dicranophragma) laetithorax (Alexander, 1933)
- D. (Dicranophragma) maculithorax (Edwards, 1926)
- D. (Dicranophragma) melaleucum (Alexander, 1933)
- D. (Dicranophragma) microspila (Alexander, 1953)
- D. (Dicranophragma) multigeminatum (Alexander, 1936)
- D. (Dicranophragma) multiguttula (Alexander, 1974)
- D. (Dicranophragma) multipunctipenne (Brunetti, 1918)
- D. (Dicranophragma) nubiplenum (Edwards, 1928)
- D. (Dicranophragma) palassopterum (Alexander, 1968)
- D. (Dicranophragma) pallidithorax (Edwards, 1926)
- D. (Dicranophragma) pardalotum (Alexander, 1931)
- D. (Dicranophragma) perlatum (Alexander, 1955)
- D. (Dicranophragma) radiale (Alexander, 1931)
- D. (Dicranophragma) recurvatum (Alexander, 1973)
- D. (Dicranophragma) remotum (de Meijere, 1914)
- D. (Dicranophragma) retractum (Alexander, 1931)
- D. (Dicranophragma) reverendum (Alexander, 1927)
- D. (Dicranophragma) sesquivena (Alexander, 1956)
- D. (Dicranophragma) taiwanense (Alexander, 1923)
- D. (Dicranophragma) upsilon (Alexander, 1924)
- D. (Dicranophragma) venustipenne (Alexander, 1921)